# Santa Cruz (Davao del Sur)
Santa Cruz è una municipalità di prima classe delle Filippine, situata nella Provincia di Davao del Sur, nella Regione del Davao.
Santa Cruz è formata da 18 baranggay:
- Astorga
- Bato
- Coronon
- Darong
- Inawayan
- Jose Rizal
- Matutungan
- Melilia
- Saliducon
- Sibulan
- Sinoron
- Tagabuli
- Tibolo
- Tuban
- Zone I (Pob.)
- Zone II (Pob.)
- Zone III (Pob.)
- Zone IV (Pob.)